# DF-3 (ミサイル)
DF-3（中: 东风-3、Dong-Feng-3）は、中華人民共和国が開発した準中距離弾道ミサイル(MRBM)。DoD識別番号はCSS-2。

## 開発経緯
1960年から、DF-2ミサイルとほぼ並行し進められていた、酸化剤に常温貯蔵が可能なAK-20（20%濃度赤煙硝酸）、燃料に自己着火性TG-02（ジメチルアニリンとトリエチルアミン混合物）を用いる計画の新型弾道ミサイル開発は、手本となるR-12ミサイルの取得と技術提供が中ソ関係悪化により不可能になり、自力開発せざるを得なくなった。
1964年4月、設計要求を改定、フィリピンの米軍基地を攻撃可能とするため最大射程を2,000kmから2,500kmに延長、開発中の水素爆弾を搭載するためペイロードを1,500kgから2,000kgに引き上げた。これを実現させるため、エンジン推力の計画を64トンから96トンに引き上げた。推進剤の内、酸化剤はAK-20からAK-27へと硝酸中の四酸化二窒素濃度を上げ、燃料は不安定なアニリン系のTG-02から、安定なUDMHに変更。1964年9月12日、中央軍事委員会は開発するミサイルの名称をDF-3（東風3号）と定めた。
1966年12月26日、DF-3の発射実験が初成功。一方、第二機械工業部が担当する核弾頭開発も、1967年6月17日に水素爆弾の地上爆発実験が初成功し、1969年9月29日に小型軽量化した水素爆弾の実験に成功。
人民解放軍は、1971年5月から第二砲兵部隊に基本型DF-3の配備を始めた。その後、1980年代初期から最大射程を延長し命中精度を高めた改良型DF-3Aの開発を進め、1986年から発射試験を始めた。

## 技術的特徴
DF-3、DF-3A共通の、全長は21.2m、直径は2.25m。単段式、弾頭分離式のミサイルである。下端に、クリップドデルタ翼の安定板を持つ。発射重量は、64,000kg。
酸化剤としてDF-1、DF-2は低温液体酸素を用いたのに対し、DF-3では常温貯蔵ができる赤煙硝酸を用いている。これによりミサイルのタンクへの注入時間が液体酸素であった時よりも短縮された。燃料にUDMHを用いており、これは自己着火性を有している。このため、当初は注入中に酸化剤と燃料が接触し引火爆発をするのを避けるため燃料と酸化剤は同時に注入を行わなかったが、発射前準備作業にかかる時間の短縮を目的として燃料と酸化剤は同時に注入作業が行われるようになった。加えて、酸化剤の赤煙硝酸、燃料のUDMH共に極めて毒性が強いため、取扱いにはそれなりの化学防護が必要であった。
エンジンは、大推力を得るため4基のエンジンをクラスター化。DF-3が搭載するYF-2の4基の合計推力は海面レベルで941kNを発生。燃焼時間は約140秒。
基本型DF-3は単弾1～3MT級核弾頭のみ搭載。改良型DF-3Aは基本型DF-3の核弾頭とエネルギー出力が同等の軽量化核弾頭、もしくは2,500kgを上限とする通常弾頭(high explosive:高性能爆薬)を搭載。
誘導方式は、当初は電波誘導であったとされるが、その後ストラップダウン式慣性航法装置を用いた慣性誘導方式に変更した。操舵方式は、推進用噴射ノズル直後に配置した、グラファイト製ベーンを用いたジェットベーン方式を採用している。

## 発射作業
基本的にトレーラー上に水平に置かれ、トラックに牽引され道路上を移動する。発射前準備作業のルーチンは、まず車両移動式の発射台上にミサイルを垂直に起立させ、その後アラインメント が行われ、ミサイル各装置が正常に機能しているか事前点検が実施される。次に推進剤の注入が慎重に行われるが、注入後のミサイルは推進剤の影響で少し変形するため、再度アラインメントと各装置の作動点検が行われる。最後に目標の諸元データがミサイルに入力、発射が行われる。これらの発射前準備作業には推進剤運搬車、高所作業車、電源車、通信車、指揮車等の多数の支援用車両を必要とした。発射前準備時間短縮は生存性を高めるために必要と人民解放軍は理解しており、燃料および酸化剤の同時注入等の対策が実施され、最終的に移動時間を除く発射前準備時間は約150分まで短縮された。

## 性能
最大射程は、基本型DF-3が2,650kmとされる。改良型DF-3Aは核弾頭搭載の場合2,800km、通常弾頭の場合が弾頭重量2,500kgで2,400km、弾頭重量1,000kgで4,000kmとされる。改良型DF-3Aの核弾頭搭載型の射程延長は、その機体の全長が基本型DF-3と変わらず推進剤搭載量に変化がないと判断できるため、主として核弾頭の軽量化によって達成されたものと推察される。
命中精度は、基本型DF-3が2,000m/2,650kmのCEPとされ、改良型DF-3Aが1,000m/2,800kmのCEPとされる。

## 配備
退役するまでの間、合計100～150発のミサイルが配備されたとしている。
日本、ロシア東部、インド等の周辺国に向けて配備されたと信じられている。改良型DF-3Aは1987年から配備開始とされる。
当初、吉安大竜、西寧大通、大連登沙河、紅河甸尾、唐山豊潤、紅河建水、昆明西山、黄山祁門、衡水劉吉口、通化東昌、 武威涼州、西安灞橋、濰坊益都の13ヶ所に配備されていたが、後継機のDF-21Aとの交代が進められ、2000年時点で、吉安大竜、大連登沙河、紅河建水、昆明西山、黄山祁門、衡水劉吉口、通化東昌、濰坊益都の8ヶ所に減ったとされる。2009年時点で、黄山祁門、紅河建水、大連登沙河の3ヶ所のみに配備とされる。最終的に大連登沙河の1ヶ所となったが、2015年頃退役した模様である。
海外にも輸出され、1987年から1988年の間にサウジアラビアへ改良型DF-3Aの2,500kg通常弾頭型50～60発が売却されたとされ、リヤド州のAl JofferとAl Sulayyilには2016年4月に中国で存在が公開された中国人民解放軍ロケット軍所属の金輪工程指揮部と呼ばれる秘密部隊が1980年代から王立サウジアラビア戦略ミサイル軍の運用訓練や基地建設などのために駐屯し、中国人民解放軍初の事実上の海外拠点とも呼ばれている。自ら訪中してこのミサイル購入に貢献したハリド・ビン・スルタンはサウジアラビアで「ミサイルの父」と称えられ、その功績から後に湾岸戦争で多国籍軍のアラブ連合軍司令官に抜擢された。ただし、当時のサウジ駐米大使バンダル・ビン・スルターンはDF-3購入は自らの外交実績と主張し当初から中国を重視したとするハリドとの間で論争（実際はどちらも貢献してるも）がある。DF-3は2014年4月のサウジアラビアの軍事パレードで初めて披露され、同年9月にはサウジ軍の顧問で退役将校のアンワル・エシュキは2007年にアメリカ合衆国の中央情報局の了解でDF-3より近代的なDF-21をサウジに配備させたという報道を事実と認めた。